# Corine van Dun
Corine van Dun, née le 31 mars 1953 à Drunen, est une militante LGBTI néerlandaise. 
Elle dirige pendant 2 ans l’organisation Transgender Netwerk Nederland (TNN). Elle est une des quatre femmes transgenres élues conseillères municipales aux Pays-Bas lors des élections de 2018.

## Biographie

### Vie privée
Née en 1953 à Drunen et enregistrée comme garçon à l'état civil, Corine van Dun ressent dès l’âge de 5 ou 6 ans le besoin de porter des vêtements féminins et le fait en cachette. En 1974, après avoir regardé une interview de Jan Morris, une femme transgenre, à la télévision, elle révèle à sa famille ses penchants féminins. Elle se marie en pensant que la paternité lui permettra d'en venir à bout. Elle a deux enfants en 1983 et 1985 mais l’affirmation de sa transidentité débouche sur une séparation.

### Carrière
Elle entame des études d’infirmière à Utrecht mais les abandonne au bout de deux ans et commence une carrière à la radio.  Elle travaille en Freelance comme rédactrice pour la radio VARA, notamment pour l’émission « De Pont op de I ». 
Après avoir consulté sans résultats plusieurs psychiatres, elle est dirigée vers l’équipe de Genre d’Amsterdam et entame sa transition en 1988.  Elle est notamment soumise à une période d'expérience de vie réelle.  Elle est opérée en 1990.  Pendant cette période, elle est suivie la journaliste Ireen van Ditshuyzen (nl).  Le documentaire qui en résulte est diffusé à la télévision en 1992.  Elle perd peu de temps après son emploi à la radio, ce qu’elle considère être une conséquence de sa transidentité. Elle intègre alors la chaîne de télévision NOS sur la recommandation de plusieurs collègues et y travaille au montage de segments vidéos.  Elle perd à nouveau cet emploi lorsque le responsable qui l’avait expulsée de VARA intègre lui-aussi les équipes de rédaction de NOS.

### Engagement politique
Durant les années 1980, elle milite au sein du Parti socialiste pacifiste d'Utrecht,.
En 1995, elle milite au sein du COC Nederland au niveau régional d’abord puis, à partir de 2011 à l’échelon national.
En 2014, elle est présente en 19e position sur la liste D66 à Utrecht aux élections municipales.
En 2015, elle succède à Carolien van de Lagemaat comme présidente du TNN, fonction qu’elle assume jusqu’en septembre 2017.  Elle est depuis Ambassadrice transgenre pour l’organisation.  L’organisation a créé un « Fond Corine van Dun », dont le but est de soutenir les initiatives en faveur de l'acceptation des personnes transgenres dans la société.
En 2017, elle est présente en 45e position sur la liste du parti D66 aux élections de la chambre des représentants des Pays-Bas.
En 2018, elle est présente en 9e position sur la liste D66 aux élections municipales à Utrecht.   Elle devient cette année là, avec Sophie Schers, Michele van Doorn et  Lilian Haak, une des quatre femmes transgenres élues à un conseil municipal aux Pays-Bas.